# 紀古佐美
紀 古佐美（き の こさみ）は、奈良時代後期から平安時代初期にかけての公卿。大納言・紀麻呂の孫。従三位・紀飯麻呂の子。官位は正三位・大納言、贈従二位。勲等は勲四等。

## 経歴
天平宝字8年（764年）藤原仲麻呂の乱終結後に従五位下に叙爵し、天平神護3年（767年）丹後守に任ぜられる。
光仁朝では、兵部少輔・式部少輔・伊勢介・右少弁を歴任する。宝亀11年（780年）正月に従五位上に叙せられるが、同年3月に陸奥国で伊治呰麻呂が宝亀の乱を起こすと征東副使に任ぜられ、同じく副使の大伴益立と共に東国へ赴いた。翌天応元年（781年）5月陸奥守に任じられ、同年9月には乱鎮圧の功労により、三階昇進して従四位下に叙せられ、勲四等の叙勲を受けた。
桓武朝に入ると、左兵衛督・中衛中将と武官を務めると共に、左中弁・式部大輔を兼ね、延暦4年（785年）には従四位上・参議に叙任されて公卿に列した。同年11月安殿親王（のち平城天皇）の立太子に伴いその春宮大夫に、翌延暦5年（786年）右大弁次いで左大弁と、これまでの中衛中将と合わせて議政官として文武の要職を兼帯している。延暦6年（787年）正四位下。
延暦7年（788年）7月に征東大将軍に任じられ、12月に節刀を受けて蝦夷の征討に赴く。翌延暦8年（789年）3月末に衣川（現在の岩手県西磐井郡平泉町付近）に陣を敷くが、1ヶ月以上に亘り軍を動かさなかったことから、5月中旬に桓武天皇の叱責を受ける。これを受けて古佐美は5月末に大規模な渡河を伴う軍事行動を起こすが、蝦夷の族長であるアテルイの反撃に遭い、別将の丈部善理ら戦死25人、溺死1036人もの損害を出して大敗した（巣伏の戦い）。
6月に入ると古佐美は進軍に当たっての兵站の困難さと、軍を維持するために大量の兵糧が必要であることを理由に朝廷の許可を得ずに征東軍を解散し、桓武天皇から再度の叱責を受けた。9月に帰京して節刀を進上、大納言・藤原継縄、中納言・藤原小黒麻呂らから進軍せずに大敗した状況の取り調べを受けて征東事業失敗の責任を承服する。副将軍の池田真枚と安倍猨嶋墨縄が官職や位階を剥奪された一方で、古佐美は敗戦の責任により処断されるべきところ、これまで朝廷に仕えてきた功績を勘案され罪を免じられている。
以後も、延暦9年（790年）正四位上、延暦12年（793年）従三位、延暦13年（794年）には正三位・中納言と順調に昇進する。延暦15年（796年）には右大臣・藤原継縄の薨去に伴い、大納言に任ぜられて太政官の首班を占めた。またこの間の延暦12年（793年）には平安京遷都のために、大納言・藤原小黒麻呂と共に山背国葛野郡宇太村の土地を視察している。
延暦16年（797年）4月4日薨去。享年65。最終官位は大納言正三位兼行東宮傅。没後に従二位の位階を贈られた。

## 官歴
注記のないものは『六国史』による。
- 時期不詳：正六位上
- 天平宝字8年（764年） 10月26日：従五位下
- 天平神護3年（767年） 3月20日：丹後守
- 宝亀2年（771年） 閏3月1日：兵部少輔。11月19日：式部少輔
- 宝亀5年（774年） 3月5日：伊勢介
- 宝亀9年（778年） 2月23日：右少弁
- 宝亀11年（780年） 正月7日：従五位上。3月28日：征東副使
- 天応元年（781年） 5月27日：陸奥守、止弁[9]。9月22日：従四位下（越階）、勲四等
- 天応2年（782年） 正月17日：左兵衛督。2月7日：兼但馬守。6月27日：左中弁
- 延暦2年（783年） 5月15日：式部大輔、左兵衛督但馬守如故
- 延暦4年（785年） 正月15日：中衛中将。10月12日：参議。11月25日：従四位上、春宮大夫
- 延暦5年（786年） 2月17日：兼右大弁。6月9日：左大弁
- 延暦6年（787年） 5月19日：正四位下
- 延暦7年（788年） 7月6日：征東大将軍。7月25日：兼大和守
- 延暦9年（790年） 2月27日：正四位上
- 延暦11年（792年） 2月：兼但馬守[9]。4月：兼右衛門督[9]。
- 延暦12年（793年） 正月7日：従三位[9]
- 延暦13年（794年） 10月28日：正三位、中納言[9]
- 延暦14年（795年） 正月：兼式部卿
- 延暦15年（796年） 7月28日：大納言
- 延暦16年（797年） 2月9日：東宮傅。4月13日：贈従二位[9]

## 系譜
- 父：紀宿奈麻呂[9]
- 母：不詳
- 妻：不詳
- 生母不明の子女
  - 男子：紀広浜[9]（759-819）
  - 九男：紀末成[10]（781-826）

宇都宮氏家臣の益子氏は古佐美の子孫を称した。

## 紀古佐美が登場する作品
小説
『火怨』 高橋克彦 講談社、1999年